# Piz Badilet
Piz Badilet (też: Punta S.Anna; 3171 m n.p.m.) – szczyt w paśmie Bergell, w Alpach Retyckich. Leży na granicy między Szwajcarią (Gryzonia), a Włochami (Lombardia). Nazwa szczytu czasem podawana jest jako "Badiletto" lub "Pizzo Badile". Razem z Punta Torelli rozdziela doliny Val Bondasca na północy (Szwajcaria), Val Codera i Val Porcellizzo na południu (Włochy).